# 野田賢君
野田賢君（日语：ダノンキングリー），是日本純種競賽馬匹。生涯活躍於一哩賽事，曾勝出2021年安田紀念。

## 出賽前
2016年3月25日出生於北海道浦河町三嶋牧場，成長途中被賽馬機構Danox Co. Ltd.購入。
其後交由美浦訓練中心練馬師萩原清訓練。

## 競賽生涯

### 2歲
2018年10月8日出戰東京競馬場2歲新馬戰，採用先行戰術下成功於直路上發揮優秀的加速力，最終擺脫後方機伶金花的追擊以頭位優勢奪得首勝。
其後出戰條件戰柊樹賞，比賽初段選擇於中團位置追走，進入直路後隨即加速衝出，最終拋離後方賽駒3 1/2馬位輕鬆獲勝。

### 3歲
2019年2月10日出戰共同通信盃作爲年度首戰，於比賽途中再度採取先行戰術於約莫第三的位置推進。進入直路後，其於內欄位置和一同衝出的頌讚火星爭奪位置，最終率先透出下以1 1/4馬位優勢擊敗對手取得首個分級賽冠軍。
4月14日出戰皋月賞，賽前僅次於農神節慶及頌讚火星取得第三人氣。比賽開始後，其以優秀的反應佔據有利位置推進，然而於直路上未能保持最大程度的衝刺，最終被後方的農神節慶及一同衝出的好快手超越，以第三完賽。
其後出戰東京優駿（日本打吡），比賽初段順應前方做出前1000米57.8秒超快步速的Lion Lion於第五左右的位置推進，並於第四彎道稍爲推前至第三。進入直路後，其雖然跑出不俗的末腳速度抵擋後方好快手及農神節慶的追擊，但仍然未能超越前方的第十二人氣伏兵名父巴魯，最終以頸位差距憾負。
秋季以每日王冠作爲起動戰，將和2017年NHK一哩賽冠軍太空隕石及本年度安田紀念冠軍冠軍車手等一衆一級賽優勝馬決戰。比賽開始後，出於野田賢君出閘不順，因而需要於後方位置追走，並於比賽途中保持穩定的節奏。進入直路後，其隨即於外檔位置展開突擊，跑出全場最快末腳之下成功超越前方所有對手，成功奪得第二個分級賽冠軍。
雖然其勝出每日王冠獲得秋季天皇賞優先出賽權，但陣營並未遵從此戰線而是安排其出戰一哩冠軍賽。雖然於比賽途中其試圖由內欄位置貼欄突進，但速度未達到巔峯之下無法對其他對手造成威脅，最終僅跑獲第五。

### 4歲
2020年成爲古馬後，其以中山紀念作爲首戰，並於賽前超越劍指三連霸的勝出光采獲得第一人氣。比賽開始後，其以緊隨領放馬馬國之巔的形式快步推進，並於比賽途中保持自身的位置。進入直路後，其於所在位置加速並和一同衝出的旺紫丁展開一番纏鬥，最終壓贏對手之下以1 3/4馬位優勢率先衝線取得第三個分級賽優勝。
4月5日出戰大阪盃，比賽初段其出乎意料地選擇搶佔位置進行慢放，並一直帶領馬群進入直路。進入直路後，雖然野田賢君一直保持較慢步速試圖保持優秀，但最終仍然被旺紫丁及創世駒超越，以第三完賽。
其後出戰安田紀念，然而其於比賽途中缺乏明顯的衝勁，在直路上無法進一步加速下僅獲得第七。
休養近5個月後出戰於11月1日出戰秋季天皇賞，比賽途中一直保持速度追趕前方的杏目，但於進入直路後再度失速無法保持衝刺，最終以第包尾十二大敗。

### 5歲
進入2021年，其直接以6月的安田紀念作爲年度首戰，由於其近戰不佳且約7個月未曾出戰任何比賽，賽前僅獲得八人氣。比賽開始後，前方由大和卡尼帶出，第二人氣的冠軍車手處於先頭位置，野田賢君則因爲出閘不順而需要和第一人氣之放聲歡呼及第三人氣之戰舞者於中團靠後位置追走。進入直路後，於先頭部隊紛紛力弱的情況，野田賢君所處的中團賽駒開始上前，而其本身亦於外檔位置一口氣加速。直路中段，其仍然保持凌厲的衝刺力度不斷突破並佔先，最終亦成功抵擋內欄位置放聲歡呼的追擊，以爆冷的姿態取得首個一級賽冠軍。
入秋後再度出戰每日王冠，比賽初段雖然處於較後位置，但於進入對面直路後隨即加速並爬升至到第五左右的先頭位置，於直路上近一度佔先。然而於直路中團，其因稍早前的持續加速開始力弱，最終於追究關頭被不斷迫近的速度大師超越，以頭位差距憾負。
其後陣營安排其遠征香港出戰香港一哩錦標，然而於其中無法發揮以往的實力，最終僅跑獲第八。
回國後，陣營宣佈安排其退役，並於12月22日取消日本中央競馬會的賽駒註冊。

### 詳細賽績
| 日期       | 舉辦國家/地區 | 馬場 | 距離   | 級別 | 賽事名稱     | 負重 | 騎師     | 馬號 | 出馬 | 名次 | 時間    | 頭馬（二馬） |
| ---------- | ------------- | ---- | ------ | ---- | ------------ | ---- | -------- | ---- | ---- | ---- | ------- | ------------ |
| 8/10/2018  | 日本          | 東京 | 草1600 |      | 2歲新馬      | 55   | 戶崎圭太 | 17   | 18   | 1    | 1:37.5  | （機伶金花） |
| 15/12/2018 | 日本          | 中山 | 草1600 |      | 柊樹賞       | 55   | 戶崎圭太 | 15   | 15   | 1    | 1:33.7  | （眾神事蹟） |
| 10/2/2019  | 日本          | 東京 | 草1800 | GIII | 共同通信盃   | 56   | 戶崎圭太 | 1    | 7    | 1    | 1:46.8  | （頌讚火星） |
| 14/4/2019  | 日本          | 中山 | 草2000 | GI   | 皋月賞       | 57   | 戶崎圭太 | 4    | 18   | 3    | 1:58.1  | 農神節慶     |
| 26/5/2019  | 日本          | 東京 | 草2400 | GI   | 東京優駿     | 57   | 戶崎圭太 | 7    | 18   | 2    | 2:22.6  | 名父巴魯     |
| 6/10/2019  | 日本          | 東京 | 草1800 | GII  | 每日王冠     | 54   | 戶崎圭太 | 9    | 10   | 1    | 1:44.4  | （太空隕石） |
| 17/11/2019 | 日本          | 京都 | 草1600 | GI   | 一哩冠軍賽   | 56   | 橫山典弘 | 1    | 17   | 5    | 1:33.4  | 冠軍車手     |
| 1/3/2020   | 日本          | 中山 | 草1800 | GII  | 中山紀念     | 56   | 横山典弘 | 3    | 9    | 1    | 1:46.3  | （旺紫丁）   |
| 5/4/2020   | 日本          | 阪神 | 草2000 | GI   | 大阪盃       | 57   | 横山典弘 | 8    | 12   | 3    | 1:58.5  | 旺紫丁       |
| 7/6/2020   | 日本          | 東京 | 草1600 | GI   | 安田紀念     | 58   | 戶崎圭太 | 2    | 14   | 7    | 1:32.4  | 放聲歡呼     |
| 1/11/2020  | 日本          | 東京 | 草2000 | GI   | 秋季天皇賞   | 58   | 戶崎圭太 | 4    | 12   | 12   | 2:00.7  | 杏目         |
| 6/6/2021   | 日本          | 東京 | 草1600 | GI   | 安田紀念     | 58   | 川田將雅 | 11   | 14   | 1    | 1:31.7  | （放聲歡呼） |
| 10/10/2021 | 日本          | 東京 | 草1800 | GII  | 每日王冠     | 58   | 川田將雅 | 7    | 13   | 2    | 1:44.8  | 速度大師     |
| 12/12/2021 | 香港          | 沙田 | 草1600 | GI   | 香港一哩錦標 | 57   | 川田將雅 | 2    | 11   | 8    | 1:34.37 | 金鎗六十     |

## 退役後
退役後，野田賢君成爲了配種馬，於北海道安平町社台Stallion Station休養，在2022年進行配種，首批子嗣於2023年出生。首批子嗣可於2025年出賽。

## 血統簡介
父系大震撼爲日本賽駒，爲日本賽馬史上第二匹無敗三冠馬，生涯出戰十四場賽事僅得兩場未能勝出，退役後配種成績亦極爲優秀。祖父週日寧靜是美國三冠賽雙料冠軍馬，退役後在日本配種，在日本馬壇相當成功，贏得多項分級賽事，其子嗣贏得巨額獎金。
母系My Goodness爲美國賽駒，出戰六場賽事僅勝出其中一場。外祖父爲美國著名種馬雷貓，爲1990年代最具代表性的種馬之一。

### 血統表
| 父線：週日寧靜系（Halo系）            |                          |                  |                 |
| 種馬 大震撼 2002年（棗色）            | 週日寧靜 1986年（棕色）  | Halo             | Hail to Reason  |
| 種馬 大震撼 2002年（棗色）            | 週日寧靜 1986年（棕色）  | Halo             | Cosmah          |
| 種馬 大震撼 2002年（棗色）            | 週日寧靜 1986年（棕色）  | Wishing Well     | Understanding   |
| 種馬 大震撼 2002年（棗色）            | 週日寧靜 1986年（棕色）  | Wishing Well     | Mountain Flower |
| 種馬 大震撼 2002年（棗色）            | 風中秀髮 1991年（棗色）  | Alzao            | 利法爾          |
| 種馬 大震撼 2002年（棗色）            | 風中秀髮 1991年（棗色）  | Alzao            | Lady Rebecca    |
| 種馬 大震撼 2002年（棗色）            | 風中秀髮 1991年（棗色）  | Burghclere       | Busted          |
| 種馬 大震撼 2002年（棗色）            | 風中秀髮 1991年（棗色）  | Burghclere       | Highclere       |
| 繁殖雌馬 My Goodness 2005年（深棗色） | 雷貓 1983年（深棗色）    | 雷鳥             | 北地舞人        |
| 繁殖雌馬 My Goodness 2005年（深棗色） | 雷貓 1983年（深棗色）    | 雷鳥             | South Ocean     |
| 繁殖雌馬 My Goodness 2005年（深棗色） | 雷貓 1983年（深棗色）    | Terlingua        | 秘書處          |
| 繁殖雌馬 My Goodness 2005年（深棗色） | 雷貓 1983年（深棗色）    | Terlingua        | Crimson Saint   |
| 繁殖雌馬 My Goodness 2005年（深棗色） | Caressing 1998年（棗色） | Honour and Glory | Relaunch        |
| 繁殖雌馬 My Goodness 2005年（深棗色） | Caressing 1998年（棗色） | Honour and Glory | Fair to All     |
| 繁殖雌馬 My Goodness 2005年（深棗色） | Caressing 1998年（棗色） | Lovin Touch      | Majestic Prince |
| 繁殖雌馬 My Goodness 2005年（深棗色） | Caressing 1998年（棗色） | Lovin Touch      | Forest Princess |
| 雌系：號族：9-f                       |                          |                  |                 |
| 五代內近親交配：北地舞人 5×4          |                          |                  |                 |

## 命名由來
名字中，Danon（ダノン）是馬主Danox Co. Ltd.冠名，源自公司名字，而此公司名字就是公司代表野田順弘之姓氏「野田」（ノダ）倒轉後的變體；Kingly（キングリー）於英語中，帶有「王者風範」的意思（同樣聯想自「君主風範」的名字），香港則取其意，翻譯為「賢君」。

## 外部連結
- 野田賢君 netkeiba.com （页面存档备份，存于）
- 血統表 （页面存档备份，存于）